# Arvika Basket
Le Arvika Basket est un club féminin suédois de basket-ball basé à Arvika. Le club, actuellement en deuxième division, a connu son heure de gloire à l'aube des années 90 avec de brillants résultats en Coupe d'Europe des champions, et une finale malheureuse contre l'Unicar Cesena en 1991.

## Palmarès
- Finaliste de la Coupe d'Europe des champions : 1991
- Champion de Suède : 1989, 1990, 1991, 1992, 1993, 1994